# Холова пушка
Холова пушка (енгл. M1819 Hall rifle), рана америчка пушка острагуша са табаном на кремен. Прва масовно произведена острагуша у свету, уведена је у наоружање америчке војске од 1819. године.

## Карактеристике
Холова пушка била је кремењача острагуша калибра 0,52 инча (13 мм), са затварачем закаченим на шарке иза цеви (према стрелцу) тако да га је опруга, када се отпусти, подизала нагоре, отварајући барутну комору. Барутна комора и табан на кремен били су обједињени у телу затварача - није било табанске дашчице. Барут и куршум су сипани у комору кроз отвор на предњој страни затварача, затварач би се затворио, припала насула у чанак, ороз натегао, а затим се могло пуцати као из обичне мускете кремењаче. Мали размак између затварача и цеви (који су били чврсто прислоњени, али не и заптивени) дозвољавао је извесно пражњење барутних гасова и пламена испред лица стрелца, али не довољно близу да нанесе штету. Углавном због овог узнемирујућег пламена, карабин никада није био онолико популаран колико је могао с обзиром да је по брзини гађања и прецизности био далеко испред свог времена.
Комора Холове пушке је била нешто већег калибра од цеви, што је значило потпуно заптивање кугле унутар изолученог дела цеви. Штавише, такво приањање је значило да је било потребно мање чишћења, јер је кугла прилично ефикасно чистила цев од прљавштине са сваким хицем. Још једна предност је била што се пушка није могла двоструко напунити, као што се понекад дешавало са  спредњачама. Првобитно је Холова пушка била кремењача, али је касније већина преправљена у каписларе.

## Историја
Амерички пушкари Џон Хол и Виљем Торнтон заједнички су 1811. патентирали пушку са барутном комором која се подиже навише. Разлика је била у томе што је Холова пушка обједињавала барутну комору и табан на кремен у телу затварача. Холова пушка прихваћена је као службено оружје америчке војске 1819. године. Масовна производња почела је у државном арсеналу у Харперс Ферију од 1819 (дотле је производња у занатским радионицама износила свега 50 комада годишње).
Карактеристика Холовог дизајна која је привукла пажњу војске био је Холов предлог да делови буду заменљиви, што је поправку оружја на бојном пољу учинило могућом. У то време, свако оружје оштећено на бојном пољу морало је бити враћено у оружарницу на поправку; овај Холов предлог значио је мање времена за поправку оружја - и самим тим мање трошкове. Ипак, разно особље у државном арсеналу у Спрингфилду и другде изузетно је отежавало Холов рад, и тек 1819. године у Харперс Ферију Хол је почео да ради на пројектовању алата потребних за производњу заменљивих делова. Коначно, 1824. године завршио је првих 1.000 пушака, много касније него што се очекивало.

На пробама је нова пушка испунила очекивања, а британска војна комисија (одбор који је основала британска војска за процену пушака пријављених за конкурс за службено оружје) известио је да је на тестовима спроведеним 1818. и 1819. године једна од Холових пушака испаљена 7.186 пута, а мускета 7.061 пут; Холова пушка се показала супериорном у брзини паљбе и прецизности. Један од разлога за побољшану прецизност био је тај што је калибар цеви био 0,52 инча, док је барутна комора (или „пријемник“, како ју је Хол назвао) била 0,545 инча. Изолучена цев, што је такође допринело прецизности, имала је 16 жлебова, са кораком од једног окрета на 8 стопа. Као помоћ при пуњењу спреда, уколико би се затварач заглавио, цев је била  глатко пробушена од уста до предњег нишана.
Истинитост Холове тврдње да се пушке могу правити са заменљивим деловима потпуно је потврђена 1834. године када је пуковник Симеон Норт у Конектикату основао фабрику која је прекопирала Холов алат. Пушке које је правио имале су делове заменљиве са пушкама из Харперс Ферија. Ипак, упркос овом успеху и растућој употреби пушака острагуша у Европи, у Сједињеним Државама јавно мњење се окретало против Холове пушке. До 1842. године Холова пушка је практично повучена из употребе, а замењена је спредњачом, Модел 1841. Одлука је донета због предрасуда према донекле неспретном изгледу оружја и конзервативизма виших официра и званичника. Међутим, чињеница је да су се у години када је Пруска увела пушку Драјзе са иглом и затварачем, Сједињене Државе вратиле спредњачама.
Од 1819. до 1843. направљено је 23.500 пушака и 13.500 карабина са табаном на кремен, а од 1843. још 14.000 карабина с табаном на капислу, док је већи део кремењача преправљен у каписларе.

### Употреба у рату
Холов карабин капислар М1843 масовно је коришћен као оружје америчких драгона у америчко-мексичком рату, а и на обе стране у Америчком грађанском рату (1861-1865). 